# Инерция
Ине́рция (от лат. inertia — «покой, бездеятельность, постоянство, неизменность») — свойство тела оставаться в некоторых (называемых «инерциальными») системах отсчёта в состоянии покоя или равномерного прямолинейного движения в отсутствие внешних воздействий, а также препятствовать изменению своей скорости (как по модулю, так и по направлению) при наличии внешних сил за счёт своей инертной массы.
Существование инерциальных систем, позволяющее телам проявить вышеуказанное свойство в ситуации без внешнего воздействия, постулируется первым законом Ньютона, иначе называемым «законом инерции».
Понятие «инерция» синонимично одному из значений понятия «инертность» (другие значения последнего не относятся к физике).

## Суть понятия
Свойство инерции в механике имеет две стороны, соответствующие двум различным ситуациям: в отсутствие и при наличии воздействия на тело извне. Общий смысл понятия заключается в том, что оно обозначает склонность к сохранению характера движения или ограничению вызванных воздействием изменений. Такой смысл во многом соответствует и бытовой трактовке: сделать что-либо «по инерции» означает либо «продолжать делать то же самое, пока нет внешнего воздействия», либо «уменьшить реакцию насколько возможно», если воздействие присутствует. 
При наличии воздействия на тело количественное соотношение между воздействием и изменением движения тела выражается формулой второго закона Ньютона: {\displaystyle {\vec {F}}=d(m{\vec {v}})/dt}, где {\displaystyle {\vec {F}}} — внешняя сила, {\displaystyle {\vec {v}}} — скорость тела, {\displaystyle m} — инертная масса; чем она больше, тем заметнее свойство инерции (тем меньше изменения скорости при том же воздействии).
Подобно тому как масса выступает мерой механической инерции (скорость не может измениться скачком), электрическая ёмкость и индуктивность служат своего рода мерами инерции в электротехнике: ёмкость является показателем способности объекта препятствовать изменению напряжения на нём, а индуктивность — изменению тока через него (напряжение на конденсаторе и ток через катушку измениться скачком не могут).

## Закон инерции
Существование инерциальных систем отсчёта в классической механике постулируется первым законом Нью́тона, который также носит название «закона инерции». Его классическую формулировку дал Ньютон в своей книге «Математические начала натуральной философии»:

Всякое тело продолжает удерживаться в состоянии покоя или равномерного и прямолинейного движения, пока и поскольку оно не понуждается приложенными силами изменить это состояние.

Современная, более точная, формулировка закона:

Существуют такие системы отсчёта, называемые инерциальными (ИСО), относительно которых материальные точки, когда на них не действуют никакие силы (или действуют силы взаимно уравновешенные), находятся в состоянии покоя или равномерного прямолинейного движения.

Физическая энциклопедия

Для первого закона Ньютона можно написать его математическую формулировку, имеющую следующий вид:{\displaystyle \sum _{i}{\mathbf {F}}_{i}=0\Rightarrow {\frac {{\rm {d}}{\mathbf {r}}}{{\rm {d}}t}}={\rm {const}},}где {\displaystyle {\mathbf {F}}_{i}} — {\displaystyle i}-я сила, действующая на материальную точку, а {\displaystyle {\frac {{\rm {d}}{\mathbf {r}}}{{\rm {d}}t}}} — её скорость.
Те системы отсчёта, в которых не выполняется первый закон Ньютона (например, вращающиеся или движущиеся с ускорением относительно инерциальных) называются неинерциальными (НСО).
Понятие инерциальной системы отсчёта — идеализация, то есть некий идеальный объект, рассматриваемый вместо реального объекта (другими примерами идеализации служат, например, абсолютно твёрдое тело или нерастяжимая невесомая нить). Реальные системы отсчёта всегда связаны с каким-либо объектом или объектами, и соответствие реально наблюдаемого движения тел в таких системах результатам расчётов будет неполным. В то же время точность подобной абстракции в земных условиях весьма велика.
В НСО движение тел можно описывать уравнениями, аналогичными по форме тем, которые используются в инерциальных системах, если наряду с силами, обусловленными взаимодействием тел друг с другом, в уравнения ввести дополнительные члены чисто кинематического происхождения и никакому взаимодействию тел не соответствующие. Такие формально введённые величины называют силами инерции.

## История
Древнегреческие учёные, судя по дошедшим до нас сочинениям, размышляли о причинах совершения и прекращения движения. В «Физике» Аристотеля (IV век до н. э.) приводится такое рассуждение о движении в пустоте:
Никто не сможет сказать, почему [тело], приведенное в движение, где-нибудь остановится, ибо почему оно скорее остановится здесь, а не там? Следовательно, ему необходимо или покоиться, или двигаться до бесконечности.
Однако в другом труде «Механика», приписываемом Аристотелю, утверждается:
Движущееся тело останавливается, если сила, его толкающая, прекращает своё действие.
Наблюдения действительно показывали, что тело останавливалось при прекращении действия толкающей его силы. Естественное противодействие внешних сил (трения, сопротивления воздуха и т. п.) движению толкаемого тела при этом не учитывалось, поэтому Аристотель связывал неизменность скорости движения любого тела с неизменностью прилагаемой к нему силы.
Только через два тысячелетия Галилео Галилей (1564—1642) смог исправить эту ошибку «аристотелевской физики». В своём труде «Беседы о двух новых науках» он писал:
…скорость, однажды сообщенная движущемуся телу, будет строго сохраняться, поскольку устранены внешние причины ускорения или замедления, — условие, которое обнаруживается только на горизонтальной плоскости, ибо в случае движения по наклонной плоскости вниз уже существует причина ускорения, в то время как при движении по наклонной плоскости вверх налицо замедление; из этого следует, что движение по горизонтальной плоскости вечно.
Это суждение нельзя вывести непосредственно из эксперимента, так как невозможно исключить все внешние влияния (трение и т. п.), поэтому здесь Галилей впервые применил метод логического мышления, основывающийся на непосредственных наблюдениях и подобный математическому методу доказательства «от противного». Если наклон плоскости к горизонтали является причиной ускорения тела, движущегося по ней вниз, и замедления тела, движущегося по ней вверх, то при движении по горизонтальной плоскости у тела нет причин ускоряться или замедляться — и оно должно пребывать в состоянии равномерного движения или покоя.
Таким образом, Галилей просто и ясно доказал связь между силой и изменением скорости (ускорением), а не между силой и самой скоростью, как считали Аристотель и его последователи. Это открытие Галилея вошло в науку как закон инерции. Тем не менее Галилей допускал свободное движение не только по прямой, но и по окружности (видимо, из астрономических соображений). В 1638 году итальянец Балиани уточнил закон инерции, указав, что при полном отсутствии внешних воздействий естественной траекторией движения тела является прямая. В современном виде закон инерции сформулировал Декарт в книге «Начала философии» (1644). Ньютон включил закон инерции в свою систему законов механики как первый закон.

## Смежные понятия
Принцип относительности Галилея: во всех инерциальных системах отсчёта все механические процессы протекают одинаково (если начальные условия для всех тел одинаковы). В системе отсчёта, приведённой в состояние покоя или равномерного прямолинейного движения относительно инерциальной системы отсчёта (условно — «покоящейся»), все процессы протекают точно так же, как и в покоящейся системе.
Инертная масса — мера инертности тела в физике, показатель того, в большей или меньшей степени данное тело будет препятствовать изменению своей скорости относительно инерциальной системы отсчёта при воздействии внешних сил. Инертная масса фигурирует в выражении второго закона Ньютона, являющегося важнейшим законом классической механики.